# Juan Iturbe
Juan Iturbe est un footballeur international paraguayen, né le 4 juin 1993 à Buenos Aires (Argentine). Il évolue au poste d'ailier au Cerro Porteño.

## Carrière

### En club
Iturbe est acheté par le FC Porto en janvier 2011, cependant il reste jusqu’à la fin de la saison à Cerro Porteño. Il marque un doublé pour son premier match de Copa Libertadores peu de temps après l'officialisation du transfert.  
En manque de temps de jeu vu la concurrence au FC Porto, il est prêté avec option d'achat au club argentin River Plate ; ou il marquera 3 buts en 17 matchs sous ces nouvelles couleurs. 
Durant le mercato 2013/2014, il est prêté avec option d'achat au club de Serie A, le Hellas Vérone. Le 29 septembre 2013, Juan Manuel Iturbe inscrit son premier but sous les couleurs du  Hellas Vérone en Serie A contre Livourne, victoire du Hellas 2-1. Le 6 octobre 2013, Juan Manuel Iturbe inscrit un but contre  Bologne, l'Hellas Vérone l'emporte 4 buts à 1.
Le 16 juillet 2014, il signe pour cinq saisons à l'AS Rome. Montant du transfert: 22 M€.
Lors de la 37e journée de Serie A 2014/2015 il marque le 1-0 face à la Lazio. Le match se terminera 2-1, envoyant mathématiquement directement l'AS Rome en Ligue des champions.
Le 1er janvier 2016 il est prêté au club anglais de AFC Bournemouth.
Le 3 janvier 2017 à la recherche de temps de jeu, il est prêté au Torino FC avec une option d'achat de 12 millions d'euros.
Le 21 août 2017 il est prêté au club mexicain Club Tijuana avec option d'achat obligatoire.

### En équipe nationale
Né en Argentine de parents paraguayens, il a donc le choix de représenter le Paraguay ou l'Argentine. En novembre 2009, Iturbe est convoqué par Gerardo Martino pour disputer un match amical avec l'équipe du Paraguay contre le Chili. Plus tard, il se brouille avec les dirigeants paraguayens et choisit de jouer pour l'Argentine.
Il est appelé en mars 2016 avec le Paraguay pour les matchs de qualifications pour la Coupe du Monde face à l'Équateur et la Colombie.

## Statistiques
| Saison                | Club                   | Championnat           | Championnat | Championnat | Championnat | Coupe(s) nationale(s) | Coupe(s) nationale(s) | Coupe(s) nationale(s) | Compétition(s) continentale(s) | Compétition(s) continentale(s) | Compétition(s) continentale(s) | Compétition(s) continentale(s) | Total | Total | Total |
| Saison                | Club                   | Division              | M.          | B.          | P.d.        | M.                    | B.                    | P.d.                  | Comp.                          | M.                             | B.                             | P.d.                           | M.    | B.    | P.d.  |
| 2009                  | Cerro Porteño          | Primera División      | 4           | 0           | 0           | -                     | -                     | -                     | -                              | -                              | -                              | -                              | 4     | 0     | 0     |
| 2010                  | Cerro Porteño          | Primera División      | 3           | 0           | 0           | -                     | -                     | -                     | -                              | -                              | -                              | -                              | 3     | 0     | 0     |
| 2010-2011             | Quilmes AC (prêt)      | Primera División      | -           | -           | -           | -                     | -                     | -                     | -                              | -                              | -                              | -                              | 0     | 0     | 0     |
| 2011                  | Cerro Porteño          | Primera División      | 15          | 3           | 0           | -                     | -                     | -                     | CL                             | 8                              | 2                              | 1                              | 23    | 5     | 1     |
| Sous-total            | Sous-total             | Sous-total            | 22          | 3           | 0           | -                     | -                     | -                     | -                              | 8                              | 2                              | 1                              | 30    | 5     | 1     |
| 2011-2012             | FC Porto               | Liga Sagres           | 4           | 0           | 0           | 3                     | 0                     | 0                     | -                              | -                              | -                              | -                              | 7     | 0     | 0     |
| 2012-2013             | FC Porto               | Liga Sagres           | 1           | 0           | 0           | 2                     | 0                     | 0                     | -                              | -                              | -                              | -                              | 3     | 0     | 0     |
| Sous-total            | Sous-total             | Sous-total            | 5           | 0           | 0           | 5                     | 0                     | 0                     | -                              | -                              | -                              | -                              | 10    | 0     | 0     |
| 2013                  | River Plate (prêt)     | Primera División      | 17          | 3           | 2           | -                     | -                     | -                     | -                              | -                              | -                              | -                              | 17    | 3     | 2     |
| Sous-total            | Sous-total             | Sous-total            | 17          | 3           | 2           | -                     | -                     | -                     | -                              | -                              | -                              | -                              | 17    | 3     | 2     |
| 2013-2014             | FC Porto               | Liga Sagres           | 1           | 0           | 0           | -                     | -                     | -                     | -                              | -                              | -                              | -                              | 1     | 0     | 0     |
| Sous-total            | Sous-total             | Sous-total            | 1           | 0           | 0           | -                     | -                     | -                     | -                              | -                              | -                              | -                              | 1     | 0     | 0     |
| 2013-2014             | Hellas Vérone (prêt)   | Serie A               | 33          | 8           | 5           | -                     | -                     | -                     | -                              | -                              | -                              | -                              | 33    | 8     | 5     |
| Sous-total            | Sous-total             | Sous-total            | 33          | 8           | 5           | -                     | -                     | -                     | -                              | -                              | -                              | -                              | 33    | 8     | 5     |
| 2014-2015             | AS Rome                | Serie A               | 27          | 2           | 2           | 1                     | 1                     | 0                     | C1+C3                          | 6+3                            | 1+0                            | 2+0                            | 37    | 4     | 4     |
| 2015-2016             | AS Rome                | Serie A               | 12          | 1           | 1           | 1                     | 0                     | 0                     | C1                             | 6                              | 0                              | 0                              | 19    | 1     | 1     |
| Sous-total            | Sous-total             | Sous-total            | 39          | 3           | 3           | 2                     | 1                     | 0                     | -                              | 15                             | 1                              | 2                              | 56    | 5     | 5     |
| 2015-2016             | AFC Bournemouth (prêt) | Premier League        | 2           | 0           | 0           | 2                     | 0                     | 0                     | -                              | -                              | -                              | -                              | 4     | 0     | 0     |
| Sous-total            | Sous-total             | Sous-total            | 2           | 0           | 0           | 2                     | 0                     | 0                     | -                              | -                              | -                              | -                              | 4     | 0     | 0     |
| 2016-2017             | AS Rome                | Serie A               | -           | -           | -           | -                     | -                     | -                     | C1                             | 1                              | 0                              | 0                              | 1     | 0     | 0     |
| Sous-total            | Sous-total             | Sous-total            | -           | -           | -           | -                     | -                     | 0                     | -                              | 1                              | 0                              | 0                              | 1     | 0     | 0     |
| Total sur la carrière | Total sur la carrière  | Total sur la carrière | 119         | 17          | 10          | 9                     | 1                     | 0                     | -                              | 24                             | 3                              | 3                              | 152   | 21    | 13    |

## Palmarès
- Cerro Porteño :
  - Tournoi Ouverture 2009 du Paraguay

- FC Porto :
  - Champion du Portugal en 2012 et 2013.
  - Vainqueur de la Supercoupe du Portugal en 2012.
  - Finaliste de la Coupe de la Ligue portugaise en 2013.